# 乙酸三氧铼
乙酸三氧铼是一种无机化合物，化学式为ReO3CH3COO，它可由七氧化二铼的溶剂合物和乙酸酐反应得到，也能通过高铼酸银和乙酰氯的反应制得。它和二甲基锌或三异丙醇甲基钛反应，可以得到甲基三氧化铼。它可以将茂基三丁基锡氧化。